# Signora di Buia
La Signora di Buia è il nome dato ad un reperto osseo cranico incompleto, appartenente ad una donna di circa 24 - 28 anni, rinvenuto nel villaggio di Buia in Eritrea nel 1995 ed avente un'età di circa un milione di anni.
Incerta appare la sua possibilità di classificazione a causa della sua incompletezza ed in quanto esso presenta sia caratteri tipici di Homo erectus sia caratteri di Homo sapiens. Questo ha fatto nascere alcune nuove ipotesi che sposterebbero indietro nel tempo la comparsa della specie sapiens.
Il reperto si trova nel Museo Nazionale Eritreo a L'Asmara. Negli stessi strati geologici, formatisi in ambiente fluvio-lacustre, sono state rinvenuti numerosi resti di vertebrati terrestri tra cui elefanti, ippopotami, iene ecc..
La scoperta  si deve al paleontologo italiano Lorenzo Rook dell'Università di Firenze.